# Vontatóvágány
Vontatóvágány név alatt olyan vágányt értenek, amelyből más iparvágányok, gyakran iparvágányhálózatok ágaznak ki.

## Jellemzők
A 19. században meginduló nagyipari fejlődés során – a könnyebb szállíthatóság érdekében – számos gyár iparvágány épített villamos vagy vasútvonalhoz (1435 mm-es nyomtáv).
A vonatóvágány fogalma nem azonos az iparvágány összekötővágánnyal: utóbbi az iparvágány kiágazási és az első kitérője közötti vágányszakasz neve. Fontos kiemelni azt is, hogy egy iparvágány fizikailag több vágányból is állhat, lényeges eleme, hogy egy-egy iparvágány (azaz  a vágánycsoport) külön-külön szállítófelekhez (a gyakorlatban gyárakhoz, telepekhez) tartozzon.
Előfordult, hogy több, a villamos- vagy vasúttól távolabb fekvő gyár szinte külön vonalat (vontatóvágányt) épített ki a gyárakhoz. Ezeken évtizedeken át jelentős forgalom zajlott. A 20. század végén, a vasúti tömegszállítás csökkenése és a gyárak nagyfokú bezárása során számos vontató- és iparvágányon megszűnt a rendszeres forgalom. Közülük sok később elbontásra is került, némelyeket a természet foglalt fokozatosan vissza.

## Vontatóvágányok Budapesten
| Kép | Név                               | Kerület   | Elhelyezkedés                                                 | Kiszolgált üzemek, vállalatok | Megjegyzés |
| --- | --------------------------------- | --------- | ------------------------------------------------------------- | --- | --- |
|     | Gázgyári vontatóvágány            | III.      | Ángel Sanz Briz út, K-híd                                     | Óbudai Gázgyár, Óbudai Hajógyár | Külön állomás (Óbuda-Gázgyár vasútállomás, 1033 Budapest, Ángel Sanz Briz út) épült hozzá. A vágány a K-hídon keresztül Óbudáról átment a Hajógyári-szigetre is. Nagyrészt elbontva. |
|     | Maglódi úti vontatóvágány         | X.        | Maglódi út                                                    | Polgári Serfőzde Rt. sörgyára, Haggenmacher Sörgyár, Globus Konzervgyár | A vágány részben elbontva, használaton kívül. |
|     | Téglagyári vontatóvágány          | X.        | Tárna utca, Gránátos utca                                     | Orion, Kőbányai Növényolajgyár, Zalakerámia, Ráth Hungária, MAVEX Rekord, ERECO | A vágány részben elbontva, használatban. |
|     | Horog utcai vontatóvágány         | X.        | Horog utca, Fertő utca, Balkán utca                           | Horog utcai telep, Kőbányai Erőmű, Bútorgyár-telep, Tüzép-telep, Fővárosi Közterület-fenntartó Vállalat-telep | A vágány részben elbontva, használaton kívül. |
|     | Rákosi vontatóvágány              | X.        | Keresztúri út                                                 | Vasló Kft., Danone, Magyar Honvédség Haditechnikai Ellátó Központ, HSI Kft., Egyesült Vegyiművek | A vágány részben elbontva, használatban. |
|     | Andor utcai vontatóvágány         | XI.       | Andor utca, Galvani utca, Budafoki út                         | Építőgépgyártó Vállalat, CSEMEGE Édesipari Gyár, Beton-Vasbetonipari Művek, Magyar Kábelművek, Röck Gépgyár, GOLDBERGER Textilgyár, Ganz Hídszerkezetek gyára, Híradástechnikai Gépgyár, Zománchuzalgyár, Caola stb. | Elbontva. |
|     | Kelenföldi vontatóvágány          | XI.       | Alsóhegy utca                                                 | Pamuttextil Fonógyár, Honvédségi Ruharaktár, Lenfonó- és Szövőipari Vállalat | Elbontva. |
|     | Vizafogó vontatóvágány            | XIII.     | Juta utca, Meder utca, Cserhalom utca, Váci út, Esztergomi út | Magyar Hajó és Darugyár, Csavaripari Vállalat, Angyalföldi Erőmű, Láng Gépgyár stb. | Elbontva. |
|     | Hárosi vontatóvágány              | XXII.     | Háros utca, Ártér utca                                        | Budafoki Élesztő és Szeszgyár Rt., Lampart Budafoki Zománc Vállalat, Budafoki Papírgyár, Budapesti Furnér Művek, Magyar Honvédségi Katonai Közlekedési Központ                                                       | Használatban. |
|     | Soroksári út–Csepel vontatóvágány | XX., XXI. | Gubacsi híd, Védgát utca, Corvin út, Teller Ede út            | Szabadkikötő, Csepel Művek, Magyar Posztógyár Rt., Csepeli Papírgyár | A vágány részben elbontva, használatban. |

## Vontatóvágányok vidéken
| Kép | Név                                   | Település                           | Elhelyezkedés                                             | Kiszolgált üzemek, vállalatok                                                        | Megjegyzés |
| --- | ------------------------------------- | ----------------------------------- | --------------------------------------------------------- | ------------------------------------------------------------------------------------ | --- |
|     | Záhonyi széles nyomtávú vontatóvágány | Záhony, Tuzsér, Fényeslitke, Mándok | Ukrán határ menti települések                             | Logisztikai létesítmények                                                            | A kelet-európai széles nyomtávú és a magyarországi normál nyomtávú hálózat összekötésére épült széles nyomtávú vágányhálózat. A határt Záhonynál és Tiszaszentmártonnál átlépő vontatóvágányok rendkívüli jelentőségűek a nemzetközi áruforgalomban. A hálózat az 1980-as években élte virágkorát, akkor évente 17 millió tonna áru mozgott rajtuk. A forgalom később visszaesett, azonban így is nagyon jelentős maradt. A széles nyomtávú vontatóvágány teljes magyarországi hossza 140 km, a vágányok 15 km mélyen nyúlnak be Magyarországra. |
|     | Szállásvágány                         | Szeged                              | Kiskundorozsma állomásról Szeged északi ipartelepei felé  | Délép, Ládagyár, Nívó KTSZ, Sertéstelepek, Tanker Kft., Szegedi Malom, Betonelemgyár | Eredetileg sertéstelepek kiszolgálására épült. A terület iparnegyeddé alakítása után az 1950-től 1990-ig a csatlakozó iparvágányok száma hétre nőtt. 1990-től 2003-ig valamennyi iparvágány forgalma elhalt, kivéve az újonnan létesült tartályparki iparvágányét. 2000 után több csatlakozó vágányt megszüntettek, illetve a vágányokat a Vásár utcáig visszabontották. A csatlakozó iparvágányokat nem számítva hossza 1,8 km. |
|     | Fenyves-rakodó                        | Táborfalva                          | Táborfalva állomásról nyugat felé                         | Katonai támaszpontok, erdészeti rakodó                                               | Eredetileg katonai célú vágány. A hidegháború idején 5 nagy forgalmú katonai vágány csatlakozott hozzá, amelyekből kettő szovjet, három pedig magyar alakulatokat szolgált ki. A hidegháború vége után katonai forgalma erősen visszaesett, a 2010-es évekig az egyik csatlakozó vágányon fát rakodtak. Hossza 3,8 km. |
|     | Kecskemét alsó vontatóvágány          | Kecskemét                           | Kecskemét alsó állomásból Kecskemét déli ipartelepek felé | ALCUFER, gabonaraktár                                                                | Az 1990-es évekig 8 nagy forgalmú iparvállalati vágány csatlakozott hozzá. Ezek közül a 2020-as években csak a kiágazáshoz legközelebb eső színesfémgyűjtő telep iparvágánya működött. Hossza 1,14 km. |
|     | Kohári vontatóvágány                  | Kecskemét                           | 146-os vasútvonalból az ipartelepek felé                  | Ipartelepek, Kecskeméti repülőtér                                                    | Eredetileg a kecskeméti repülőteret a vasúti hálózatba bekötő katonai vágány volt, amelyhez az 1970-es évek vidéki iparfejlesztési hulláma idején négy iparvágány is csatlakozott. Forgalma a 2020-as évek közepén 60 tehervonat/év. A csatlakozó iparvágányok nélküli hossza 1,7 km. |
|     | Kalocsai vontatóvágány                | Kalocsa                             | Kalocsa vasútállomásból nyugat felé                       | Kalocsai növényolajgyár, Kalocsai pari park, Kalocsai laktanya                       | Hossza 7,1 km. Eredetileg a kalocsai szovjet katonai repülőtér és a Magyar Néphadsereg létesítményeinek vontatóvágánya volt. Forgalma a sorkatonaság megszüntetése után elhalt. 2012-ben csatlakozott iparvágányával a foktői növényolajgyár, amely termelésének beindulása Magyarország egyik legforgalmasabb vontatóvágányává léptette elő. 2023-ban 500 tehervonat érkezett a vontatóvágányra, ezek döntő többsége a növényolajgyárhoz. |
|     | Békéscsabai vontatóvágány             | Békéscsaba                          | 120-as vasútvonalból Békéscsaba északi ipartelepei felé   | Békéscsabai konzervgyár, tüzép-telep, gabonasilók                                    | Békéscsaba északi részén a Kádár-korszakban létesült feldolgozóipari üzemek kiszolgálására építették. Az 1990-es években forgalma erősen lecsökkent. A 2010-es években az ipartelepek vágányait rendszeresen vállalkozó vasutak használaton kívüli kocsijainak tárolására használták. Hossza 3,1 km, a 2,6 km-től forgalomból kizárva. |
|     | Bajai vontatóvágány                   | Baja                                | Baja állomásból a déli ipartelepek felé                   | MÉH-telep, húsüzem,                                                                  | A Baja–Újvidék vonal megmaradt szakasza. Öt iparvágányt köt össze Baja vasútállomással, forgalmának javát egy MÉH-telep és egy szénhidrogén-tároló létesítmény adja. Hossza 2,1 km. |
|     | Szentesi vontatóvágány                | Szentes                             | Szentes állomásból a délkeleti ipartelepek felé           | Elektronikai üzem, Téglagyár                                                         | Az 1970-es években építették. Fő feladata a szentesi téglagyár iparvágányának kiszolgálása, de a Kontakta kapcsológyárnak is volt rakodója. A Baumag szövetkezet csődje (a téglagyár megszűnése) után már nem volt rajta forgalom. Hossza 1,7 km. |
|     | Nádudvari vontatóvágány               | Kaba, Nádudvar                      | Kaba állomásból Nádudvar felé                             | Mezőgazdasági üzemek                                                                 | Az 1971-ben felszámolt Kaba–Nádudvar-vasútvonal vasútvonal helyén 1985-ben épült vontatóvágány. Jelentős mezőgazdasági üzemeket kapcsol be a teherszállításba. Hossza 9 km. |
|     | Nyugati vontatóvágány (Tócóvölgy)     | Debrecen                            | Tócóvölgy állomásból az ipartelepek felé                  | Ipartelepek                                                                          | Az egykori debreceni házgyár területén öt iparvágányt fűz fel, amelyek között feldolgozóüzemek és gabonaforgalmi létesítmények vannak. |
|     | Miskolc-Gömöri vontatóvágány          | Miskolc                             | Miskolc-Gömöri állomásból az ipartelepek felé             | Ipartelepek                                                                          | Hossza 1,4 km, teljes egészében beépült városi területen. A miskolci ipar fénykorában 9 iparvágány csatlakozott hozzá. A 2020-as években ezek közül egy iparvágányon volt többé-kevésbé rendszeres forgalom. A vontatóvágány utolsó 400 méteres szakasza forgalomból kizárva. |
|     | Nyírbátori vontatóvágány              | Nyírbátor                           | Nyírbátor állomásból az ipartelepek felé                  | Ipartelepek                                                                          | Hossza 4,9 km. A város déli részén épült ipartelepeket közelíti meg a város keleti felének megkerülésével. Eredetileg a nyírbátori gépgyár kiszolgálására az 1980-es évek elején létesített iparvágány volt, amelyhez az 1980-as évek végén rendezővágányok beiktatásával egy raktártelepet is bekapcsoltak. Az 1990-es évek után már nem volt rajta forgalom. A vasúti teherfuvarozás állami támogatásának 2022-es újraindítása után a forgalom újra megindult. A 2,9 szelvénytől a forgalomból kizárva.                                        |
|     | Fonóipari vontatóvágány               | Kaposvár                            | Kapostüskevár és Kaposfüred között                        | Ipartelepek                                                                          | Kaposvár északnyugati ipartelepei között húzódó zegzugos vágány. Az 1970-es években létesült az új feldolgozóipari létesítmények kiszolgálására. Összesen öt iparvágány csatlakozott hozzá, amelyeknek forgalma az 1990-es években nagyrészt elhalt. A kezdőponttól legtávolabbi üzem rakodóterületét az üzem bezárása után egy faipari logisztikával foglalkozó vállalat szerezte meg. A vontatóvágány 2023-ban 64 vonatot indított. |

Egyéb vontatóvágányok:
- Miskolc, vontatóvágány a Fonoda utca menti ipartelepek felé
- Veszprém, vontatóvágány a Házgyári út menti ipartelepek felé
- Celldömölk, vontatóvágány a Ság-hegyi-rendező / Ság-hegyi bazaltbánya felé, egy iparvágány az Ipari és Logisztikai Parknál ágazik ki belőle
- Szombathely, vontatóvágány a Vépi út menti ipartelepek felé
- Andráshida, vontatóvágány, amelyből 1-1 iparvágány ágazik ki az andráshidai malom és az Egerszeghús Kft. telephelye felé
- Székesfehérvár, reptéri vontatóvágány, iparvágányokkal az Ikarus Ipari Park Székesfehérvár Műszertechnika-Holding Zrt. és a Flaga Hungária Kft. töltőüzem felé
- Vác, vontatóvágány Vác-Alsóváros felé, iparvágányokkal a Tungsramhozés a Toperini Ipari Logisztikai Üzleti Parkhoz (korábban a Forte gyárba is)
- Nyékládháza, vontatóvágány Nyékládháza északi rész felé több iparvágánnyal (pl. a Borsod Agroker felé)